# Прибрежнинское сельское поселение (Иркутская область)
Прибрежнинское сельское поселение — муниципальное образование со статусом сельского поселения в 
Братском районе Иркутской области России. Административный центр — поселок Прибрежный.

## Население
| 2010  | 2011  | 2012  | 2013  | 2014  | 2015  | 2016  |
| ----- | ----- | ----- | ----- | ----- | ----- | ----- |
| 2975  | ↘2959 | ↘2941 | ↘2927 | ↘2870 | ↘2843 | ↘2778 |
| 2017  |       |       |       |       |       |       |
| ↘2743 |       |       |       |       |       |       |

По результатам Всероссийской переписи населения 2010 года численность населения муниципального образования составила 2975 человек, в том числе 1452 мужчины и  1523 женщины.

## Населённые пункты
- посёлок Прибрежный
- деревня Булак
- деревня Новое Приречье
- посёлок Чистяково